# Felices de Bilibio

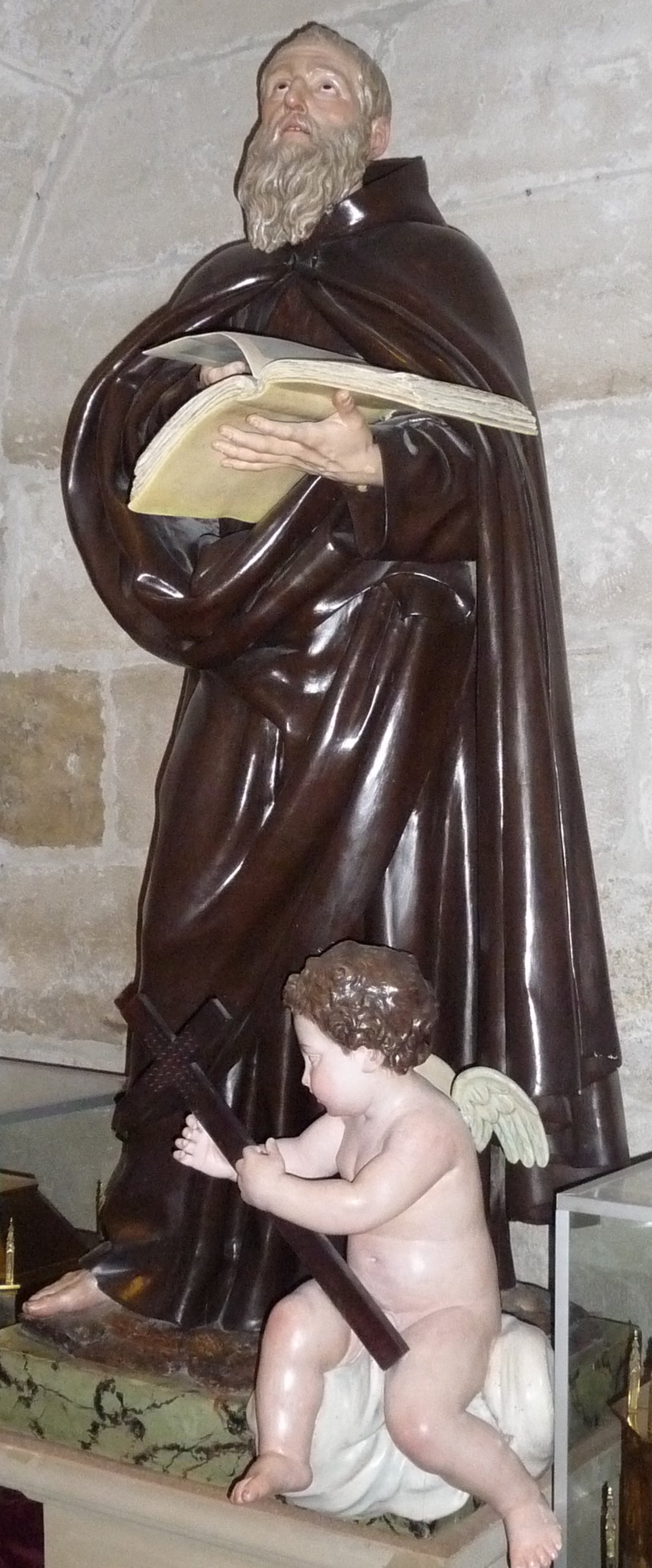
Imagen de San Felices. Obra de Esteban de Ágreda realizada en Madrid y entregada en 1794 al cabildo de la Iglesia de Santo Tomás de Haro, donde se encuentra colocada.

San Felices de Bilibio, también llamado Félix (c.443 - 540), fue un anacoreta de Bilibio, hoy municipio de Haro (La Rioja, España). Su festividad se celebra el 25 de junio.

## Su vida
Se cree que nació alrededor del año 433, viviendo durante años como anacoreta en los Riscos de Bilibio próximos a Haro. A él acudió el año 493 San Millán, para quien haría de maestro durante tres años, antes de que este se dirigiese a su eremitorio en los montes Cogollos, actual sierra de la Demanda. Falleció en el año 520, siendo enterrado en el monte de Bilibio, donde permanecerían sus restos hasta que fueran trasladados en 1090 al Monasterio de San Millán de Yuso por el abad Blas y doce monjes, con los permisos de Alfonso VI y Lope Díaz de Haro, traslado sobre el cual escribió Grimaldus, monje de San Millán, una obra en latín.

## Sus reliquias
En 1052 García Sánchez consagró el Monasterio de Santa María la Real de Nájera que él mismo había mandado construir. Tras esto quiso enriquecerlo trayendo los cuerpos de Santos de la comarca, pidiendo su aprobación a los obispos Sancho de Pamplona, García de Álava y Gómez de Burgos. Ese mismo año intentó trasladar el cuerpo de Felices, llegando a tal acuerdo con el obispo de Álava. Este se dirigió a los Riscos de Bilibio acompañado de muchos caballeros pero cuando abrió la sepultura, sintió separarse del túmulo y se le torció la boca, tras lo que dio inicio una fuerte tormenta. Al parecer que el cielo se oponía al traslado, se marcharon, pero parece que el obispo conservaría la deformación de su cara de por vida.
Cuenta Grimaldo que poco después de la conquista de Toledo (1085, realizada por el rey Alfonso VI de Castilla), el abad Blas del Monasterio de San Millán, habiendo leído en la vida de san Millán que su maestro san Felices había fallecido en el Castillo de Bilibio y que se encontraba allí sepultado en un terreno tan escabroso que no se le daba el culto que se merecía por su gran santidad, se decidió a trasladar las reliquias a su monasterio. No se sabe bien por qué, pero pasaron unos años hasta que continuó su iniciativa, solicitando permiso al señor del Castillo de Bilibio, Lope Íñiguez. Este les indicó que el permiso deberían solicitarlo al rey Alfonso VI, a quien pertenecía el castillo. Al preguntarle a este, contestó:

Paréceme padre Abad negocio grave y dificultoso inquietar ni mover el cuerpo de un Santo; pero porque no parezca que soy contrario a tan justos deseos id con la bendición de Dios y si os place trasladad el Cuerpo de San Felices como lo deseáis y si en esto sucediese algún mal suceso o infortunio no se me cargue a mi la culpa que desde aquí me desligo a esta traslación.

Poco después el abad junto con doce monjes se dirigieron hacia Bilibio. Así el 6 de noviembre de 1090 la guardia del castillo, previo permiso de Lope, les abrió las puertas y por la dura pendiente subieron hasta un gran llano sobre la cumbre, donde dijeron una misa. Después se dirigieron a la sepultura de Felices, que se encontraba en la punta de una peña, a la parte del oriente, delante del altar de la ermita fundada en aquel lugar en una cuevecilla hecha a pico de cantero con algunas labores de cantería para adorno. Rota la bóveda de ésta, encontraron un ataúd de madera que contenía el cuerpo. Al descubrirse el túmulo, indica que salió una exquisita fragancia (Hergueta señala que el olor podría deberse a que antiguamente junto a los cuerpos se enterraban vasijas con aromas). Envolvieron las reliquias en paños muy limpios y las llevaron con éxito al Monasterio de San Millán de Suso. El traslado debió aumentar la fe en este Santo, puesto que varios son los milagros documentados ocurridos a personas que se dirigieron a él en rogativa.

### Arca de las reliquias

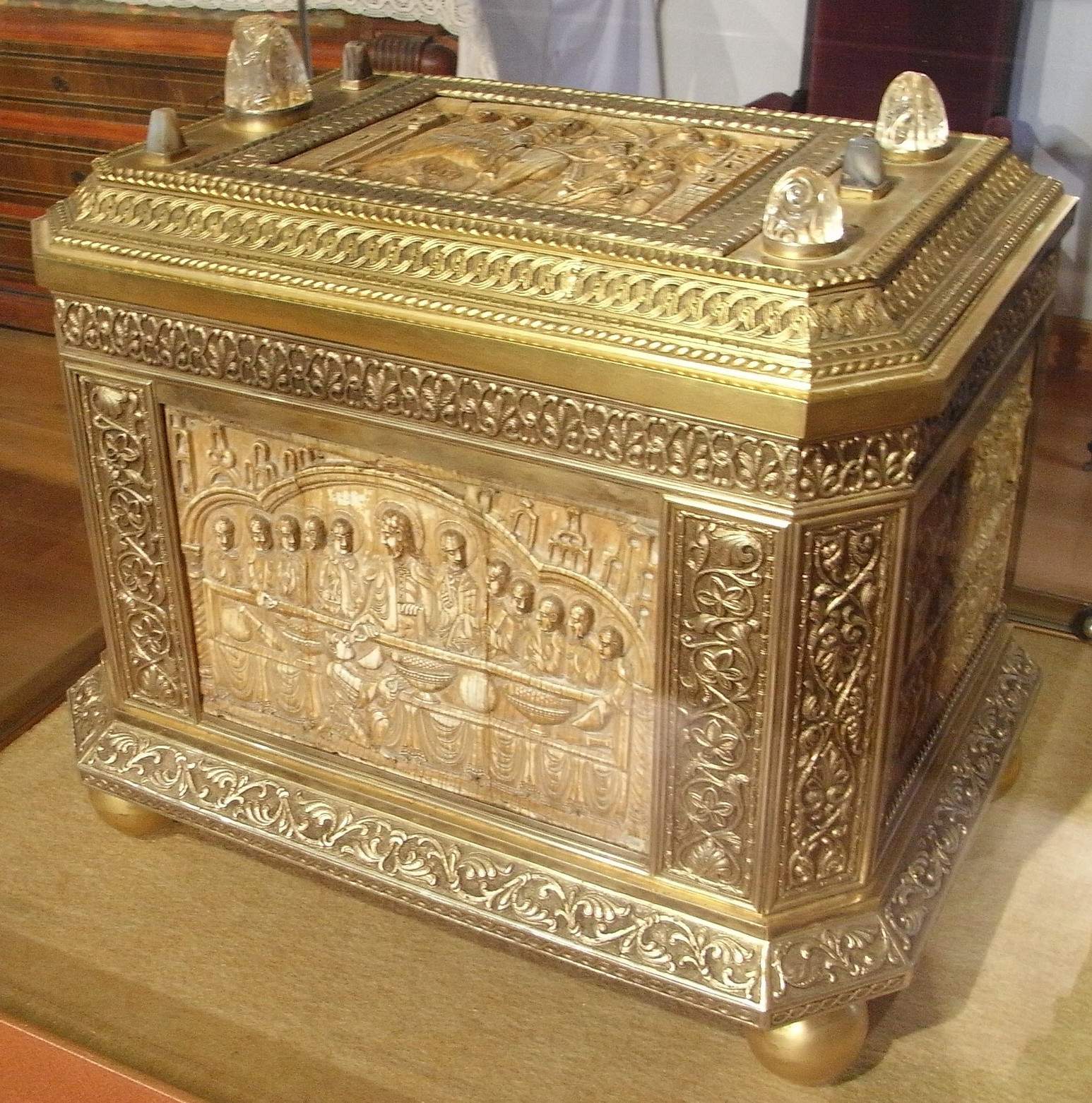
Arqueta de San Felices. Monasterio de San Millán de la Cogolla.

Sandoval describió el arca donde se albergaban las reliquias de Felices en San Millán como 
Un arca de plata, de largo vara y cuarta y de alto siete ochavas, con seis figuras de plata sobredoradas en cada parte y cuatro cuadros de figuras de marfil en las que aparece el Salvador con sus Apóstoles, La Última Cena, La entrada de Egipto y dos mesas con sus ánforas. En la otra parte del arca hay ocho figuras de plata sobredorada, de una gema de largo cada una, en las que aparecen los apóstoles cada uno en su tabernáculo. Está rodeada de piedras de cristal grandes y buenas y otras pardas y diferentes. En el frontispicio aparecen dieciséis figuras de marfil. Una es de un monje revestido poniendo la mano en los ojos a un niño pequeño y el resto son de personas de pie con libros en las manos y todos tienen diademas. En medio del frontispicio hay un pequeño escudo de cuatro pequeñas bandas de plata rayadas y otras cuatro esmaltadas de morado jaspeado. Sobre el escudo hay tres piedras de cristal y una parda. Una de las de cristal es mayor que un huevo y en su interior se lee "Petrus abbas fecit anno 1451" (Muy probablemente el año en el que se fabricó). En el otro frontisficio hay otro cuadro con quince figuras de marfil. En medio hay un escudo esmaltado en campo azul, con una mano con mango de cogulla dorada cogiendo una espada desnuda y sobre ella una Cruz con bandera que son las armas de San Millán. Encima del escudo hay un campo triangulado con una piedra central de cristal, del tamaño de una camuesa, alrededor de ella tres cruces, cada una de cinco piedras coloradas, verdes y pardas. Tiene otras muchas piedras y labores y un letrero ilegible.

## Milagros
Lista de milagros:
Los escritos por el monje Grimaldo, contemporáneo que presenció el segundo y el tercero:
1. Un mozo enfermo y contrahecho llamado Julián, natural de Certices, el día de San Martín, víspera de San Millán, sufrió un ataque de nervios tan grande que quedó privado del sentido y formado un círculo con su cuerpo por tener los pies pegados a la cabeza. En este estado, medio muerto, lo llevó su padre al día siguiente al Monasterio de San Millán y estando echado junto al altar de San Félix, después de implorar su protección el padre, se le halló repentinamente sano y ágil.
2. A un monje y sacristán del convento de San Millán llamado Juan, que se encomendó a San Félix, le curó enseguida unas cuartanas (variedad del paludismo) que le habían durado quince meses.
3. A otro monje del mismo convento llamado García, que imploró la protección del Santo delante del altar donde estaban sus reliquias, le sanó igualmente de un desfallecimiento general cuando tenía perdidas las esperanzas de recobrar la salud.
4. Cinco días después de la Natividad del señor, el mismo año de la Traslación, a una mujer ciega llamada Oria del lugar de Baños, llevó su marido delante del altar de San Félix movido de la fama que por aquellos contornos divulgaba los frecuentes milagros y maravillas insignes que obraba Dios con todos los enfermos por su intercesión, y a los tres días de continuada oración le fue restituido el sentido de la vista.
5. A una moza de Puras llamada Andrea, que tenía una mano completamente seca, un Jueves Santo la restituyó el uso de este miembro.
6. Otra ciega llamada Toda, de edad avanzada, natural de la villa de Pedroso, que hacía siete años se encontraba totalmente sin vista, le fue devuelta al día siguiente de San Torcuato con solo restregarse los ojos con la toalla del altar del Santo.
7. El mismo día de la traslación del cuerpo de San Félix, con solo aplicar el abad don Blas una costilla del Santo antes de cerrarse la urna, a un monje de San Millán llamado García se le quitó un dolor agudo que le había vuelto inútil el brazo.

Los recogidos en la obra de Diego Mecolaeta, padre benedictino natural de Briones:
1. Un hombre desconocido, llegando al Convento de San Millán en ocasión de celebrarse la traslación de San Felices, curó completamente de los pies, que los tenía monstruosamente deformes.
2. Antiguamente en la Pascua del Espíritu Santo se llevaban las urnas en que estaban los Santos cuerpos de Millán y Felices del nuevo al antiguo Monasterio de San Millán y al volverlos al tercer día al nuevo Monasterio, salía la mitad de los monjes con el abad al encuentro con la imagen de Nuestra Señora de las Batallas que, al hacer genuflexiones a esta imagen los que llevaban las urnas, a la primera se apagaban las velas de las andas de la Virgen y se volvían a encender ellas solas a la tercera.

Los recogidos por el monje Fernando en la Historia de la traslación y milagros de San Millán:
1. Un soldado endemoniado quedó libre de espíritu maligno por la intercesión de San Félix y San Millán.
2. A una mujer llamada María se le aparecieron San Félix y San Millán vestidos de ropas blancas para comunicarla que había en el sepulcro de San Millán una cinta que el Santo hizo arrojar por la boca a un energúmeno.

## Patronazgo
- Patrón de la ciudad de Haro desde el 31 de enero de 1644 y festejado anualmente el 25 de junio.
- En la ciudad de Viana, el portal donde se puso la primera piedra de la villa está dedicado a este santo, siendo festejado anualmente el 1 de febrero.

## Monumentos en Haro

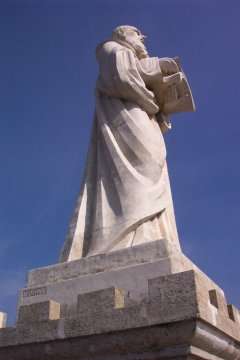
Estatua de San Felices en los Riscos de Bilibio.

- En 1694 se erige la primera ermita de San Felices al pie del cerro de la Mota; hoy ya no existe.
- En 1710 se construye la ermita de los Riscos de Bilibio, próximos a Haro. Reconstruida en los años 1862 (por Saturnino Vallejo y Baltanás) y 1942. Junto a esta ermita de los Riscos, se colocó el 30 de enero de 1944 la primera piedra de una estatua (obra de Vicente Ochoa Moreno, de Cervera del Río Alhama), costeada por suscripción popular.[10]

No sería hasta el 21 de junio de 1964 cuando, faltando cuatro días para el 330 aniversario de la proclamación como patrono de Haro, se continuase y terminase la obra, con ayuda de muchos jarreros que colaboraron para subir las diferentes partes hasta el alto. Muestra a San Felices con un libro abierto entre sus manos.

## Cofradía de Haro
- El 2 de junio de 1655 se constituyó la Cofradía de San Felices.
- En septiembre de 1998 la Cofradía de San Felices decide comprar el solar de la plaza de la Iglesia donde se construyó la Casa del Santo, sede de la Cofradía hasta el 30 de mayo de 2008.
- A partir del 1 de junio de 2009 se traslada a la nueva sede, también en la plaza de la Iglesia, en una antigua casa del siglo XV conocida como "Casa del Diezmo".
- Al frente de la Junta de Gobierno de la Cofradía están el abad, Manuel Hernández, y la Priora Sheila Alcalá Gomez.

## Culto
- Provincia de Burgos:
  - Cerca de Villafranca Montes de Oca existen las ruinas de un monasterio dedicado al santo, el Monasterio de San Félix de Auca.
  - Iglesia Parroquial de San Pedro y San Felices, en la ciudad de Burgos.
- La Rioja:
  - Entre Autol y Calahorra existió otro monasterio, que en el privilegio de los Votos de San Millán, supuestamente dado por Fernán González en el año 939, figuraba con el nombre de Monasterio de San Felices de Bea.
  - En Ábalos hubo un monasterio llamado San Felices Dábalos.
- Navarra:
  - En Viana
- Provincia de Zaragoza:
  - En Uncastillo hay una iglesia llamada San Felices, construida a finales del siglo XII.

## Poblaciones que incorporan su nombre
- Provincia de Burgos:
  - San Felices del Rudrón en el Valle del Rudrón. Área geográfica de Páramos
  - San Felices, localidad del municipio de Tubilla del Agua
  - Barrio San Felices en la comarca de Odra-Pisuerga
  - Barrio San Pedro y San Felices, en la ciudad de Burgos.
- Cantabria:
  - San Felices de Buelna
- Provincia de Huesca:
  - San Felices, localidad del municipio de Agüero.
  - San Felices, localidad deshabitada del municipio de Solana.
- La Rioja:
  - San Felices, población desaparecida situada en las actuales canteras de los Riscos de Bilibio, en el municipio de Haro.
- Provincia de Palencia:
  - San Felices de Castillería, localidad del municipio de Cervera de Pisuerga
- Provincia de Salamanca:
  - San Felices de los Gallegos
- Provincia de Soria:
  - San Felices